# Rotunda v Nové Bystřici
Rotunda v Nové Bystřici v okrese Jindřichův Hradec je zaniklá rotunda neznámého zasvěcení, která stála v místech kostela svatého Petra a Pavla postaveného na jejím místě.

## Historie
Rotunda je poprvé zmíněna roku 1188, kdy pasovský biskup udělil patronátní právo ke kostelu v Bystřici Wichardovi z Zöbingu. Počátkem 14. století ji Vilém z Landštejna přestavěl na jednolodní kostel zasvěcený svatým Petrovi a Pavlovi.